# Brycinus longipinnis
Brycinus longipinnis és una espècie de peix de la família dels alèstids i de l'ordre dels caraciformes.

## Morfologia
- Els mascles poden assolir 12 cm de longitud total.[1][2]

## Depredadors
A Nigèria és depredat per Hydrocynus forskahlii, Lates niloticus i Schilbe mystus.

## Hàbitat
És un peix d'aigua dolça i de clima tropical (22 °C-26 °C).

## Distribució geogràfica
Es troba a Àfrica: des de Gàmbia fins a la República Democràtica del Congo.